# 1859年大西洋飓风季
1859年大西洋飓风季共形成七场飓风，数量之高创下大西洋飓风季的新纪录，直至1870年才被打破。不过，考虑到当时缺乏包括气象卫星在内的现代观测手段，基本上只有那些在海上遇到船只或是吹袭有人类居住陆地的风暴才有文献记载，所以实际形成的热带气旋可能更多。气象学家克里斯托弗·朗诗（Christopher W. Landsea）估计，1851至1885年间实际形成的风暴数量可能比数据库中要多零到六场。全季确认存在的八个北大西洋热带气旋中有五个是由气象学家何塞·费尔南德斯-帕塔加斯和亨利·迪亚兹在1995年出版的文献中首度记载，美国国家海洋和大气管理局通过大西洋飓风再分析计划更新大西洋飓风数据库时采纳文献中的大部分纪录，但部分数据经过调整。大西洋飓风数据库是热带气旋路径和强度数据的正式来源，由于缺乏纪录，因此部分风暴的信息可能不够完整。
7月1日，墨西哥韦拉克鲁斯州图斯潘地区观测到本季第一个热带气旋。沿海地区出现飓风强度风力，多艘船只失踪。9月2日，另一场飓风吹袭圣基茨岛和圣克罗伊岛，圣基茨岛有多艘船只受损。第五号飓风很可能是本季破坏最严重的风暴，在佛罗里达州西北狭长地带和阿拉巴马州莫比尔产生风暴潮和飓风强度狂风，中大西洋地区也有部分地点发生洪灾并受到大风摧残。10月初，第六个热带气旋对巴哈马伊纳瓜造成破坏，至少有25艘船只沉没，其中一艘船倾覆后还有多人溺毙。第七号热带风暴致使巴哈马两艘船只倾覆，第八个热带气旋又令墨西哥湾一艘船只沉没，船上多人溺亡，但具体人数已不可考，风暴于10月29日在美国东南部近海转变成温带气旋。
这年飓风季的活跃程度还经累积气旋能量指数反映出来，数值为56。大致来说，气旋能量指数通过飓风强度和持续时间计算，强度越高、持续时间越长的风暴，其指数也相应越高。只有在热带天气系统风速达到或超过每小时63公里（34节）或热带风暴强度时才会计算该指数，并纳入全面的气象公告，并且亚热带气旋的指数不会计入累积数值。

## 风暴

### 第一号飓风
1859年大西洋飓风季首场风暴的相关记录很少，是在1995年气象学家何塞·费尔南德斯-帕塔加斯（Jose Fernandez-Partagás）和亨利·迪亚兹（Henry Diaz）出版的文献中首度记载:1。6月底或7月初，墨西哥韦拉克鲁斯州多个沿海城市受到强烈飓风袭击，墨西哥湾有许多船只失踪。由于缺乏观测纪录，大西洋飓风数据库中只确认气旋曾于7月1日在韦拉克鲁斯州图斯潘（Tuxpan）附近经过，而且对这个日期也没有足够把握。估计风暴的最大持续风速达到每小时165公里，在现代萨菲尔-辛普森飓风等级下属二级飓风标准。

### 第二号飓风
本季确认存在的第二场风暴同样是经现代研究发现。气旋于8月中旬在西北大西洋活动，主要证据是附近遭遇恶劣天气的两艘船只所留纪录。8月17日，“龙卷风号”（Tornado）开始遇到狂风，船只本来需要东进，但因天气恶劣被迫转向前往纽约。8月18至19日，“考里号”（Caure）船只同样遭遇强风，所测气压低至982毫巴（百帕，29英寸汞柱）。:1经标准模型换算，这样的气压值相当于每小时130公里风速。从各船的纪录来看，没有任何船只进入气旋中风速最强的核心区域，因此气象机构估计风暴至少达到二级飓风强度。此外，气象学家还估计飓风大致是朝东北偏东方向移动。

### 第三号飓风
9月共形成三场飓风，其中第一个是在··亚历山大（W. H. Alexander）1902年出版的文献中首度记载，称9月2日有场强度较为“温和”的风暴先后从圣基茨岛和圣克罗伊岛上空经过。1995年发布的文献经推算飓风路径后认定气旋曾于9月2日经过小安的列斯群岛北部，大西洋飓风数据库则把风暴路径略朝南面调整。:2估计飓风的最强风力时速为130公里。

### 第四号飓风
有船只在行经北纬40°，西经50°附近海域时遇到狂风，费尔南德斯-帕塔加斯据此推测9月12日附近洋面有风暴存在:2。同上文所述的第三号飓风一样，大西洋飓风数据库是1995年才开始记录这场风暴的移动路线，此时已有来自多艘船只的更多观测记录可供研究。至少有四艘船的船体受损或进水，“贝尔弗劳尔号”（Bell Flower）的船长和另一名船员长眠大海。多艘船只遭遇的恶劣天气表明气旋强度达到中等飓风标准。

### 第五号飓风
根据气象学家大卫··卢德伦（David M. Ludlum）1963年发表的文献记载，阿拉巴马州的莫比尔曾于1859年9月15日受到风暴袭击，但没有说明气旋起源和具体影响。费尔南德斯-帕塔加斯认为这场风暴存在，但也没有推断移动路线和强弱变化:2, 4，这导致大西洋飓风数据库中只记载风暴曾以一级飓风强度在莫比尔附近经过。情况在2003年出现转机，大西洋飓风再分析计划利用陆地和海上的观测记录，以及新闻报导记载推断出气旋9月15至18日的路径。风暴强度处于飓风下限，向东北偏北的美国墨西哥湾中部沿岸地区前进。9月16日，气旋以风力时速130公里、最低气压982毫巴（百帕，29英寸汞柱）强度登陆阿拉巴马州。估计飓风在深入内陆期间减弱成热带风暴，先后穿越美国东南部和中大西洋地区。气旋继续向东北移动返回大西洋，多艘船只的观测报告表明风暴又重新增强至飓风强度，然后从新英格兰和加拿大海洋省份以南洋面经过，再于9月18日失去踪影。
佛罗里达州西北狭长地带测得飓风强度狂风。阿拉巴马州莫比尔地区受到狂风和大浪冲击。有关部门在码头被淹后警告居民前往地势更高的地点躲避。企业和商户将商品转移到楼上存放，多个码头、浴室、捆包、水桶和箱子被水冲走，火车运输中断数天之久。包括“··哈克尼斯号”（W W. Harkness）双桅纵帆船和“新月号”（Crescent）汽船在内的多艘船只受损。部分树木、围栏被风刮倒，还有电报线路中断。损失数额至少有一万美元（1859年美元）。弗吉尼亚州和华盛顿哥伦比亚特区之后也爆发洪灾，波托马克河位于弗吉尼亚州和首都特区的部分河段水位大幅上升，并以乔治城情况突出，水位漫过码头，两座桥差点被水冲走。风暴产生超过200毫米雨量，导致庄稼、水坝和栅栏受损。纽约州有幢五层高的仓库和一幢毗邻建筑被狂风摧毁。

### 第六号飓风
本季第六场风暴是由爱德华·加里奥特（Edward B. Garriott）于1900年首度记载。10月2日，有船只在牙买加附近发现飓风，气象学家推断气旋接下来向北移动，从古巴最东端经过，巴拉科阿因此天气恶劣。风暴接下来抵达巴哈马东南部，于10月2至3日对伊纳瓜（Inagua）地区构成重创，至少有25艘船被毁。行经伊纳瓜周边海域的多艘船只遭遇恶劣海况和狂风，其中一艘船只沉没后还有“多名船员和两名军人”丧生。:4多艘船只的气象纪录确认飓风继续北上，从百慕大和美国东岸之间的中途海域经过。10月6日，有船只在气旋中心附近测得938毫巴（百帕，27.7英寸汞柱）气压，表明飓风即便经过北纬40度线后依然非常强劲。:5气象机构认为这也是风暴的最低气压，估计其最大持续风速为每小时205公里，已属大型飓风。10月6日，加拿大塞布尔岛附近也有船只遭遇这场风暴，气旋接下来很可能还继续逼近加拿大海洋省份。风暴最终在经过新斯科舍近海后失去踪影。:5

### 第七号热带风暴
10月16日，巴哈马中部海域船只普遍遭遇狂风。1995年出版的文献根据上述记录认定附近洋面存在朝西北偏西移动的气旋。天堂岛（Paradise Island）和阿巴科群岛各有一艘船搁浅。:5风暴继续向西移动，于协调世界时10月17日下午16点以风力时速110公里强度从今博卡拉顿附近登陆，最终于次日清晨在今阿卡迪亚附近经过后失去踪影。

### 第八号飓风
10月23至24日，坎佩切湾上空发展出低气压区，并于24日当天形成热带风暴。墨西哥湾靠近坎佩切湾海域至少有四艘船明显船体受损。风暴期间有一艘船沉没，除一名水手于11月2日幸得路过船只救援外，其他人无一生还。据幸存者回忆，他在沉船残骸上已经待了五天，表明船是在10月28日沉没。百慕大附近出现暴风雨。费尔南德斯-帕塔加斯和迪亚兹根据上述纪录推断出气旋的移动路线。:6风暴起初朝东北偏北和东北方向飘移，估计到10月26日中午12点已成为飓风，之后还略有增强，达到持续风速每小时150公里的最高强度。此后不久，气旋开始在冷锋影响下加速向东北偏东前进。10月28日下午18点，风暴从佛罗里达州圣彼德斯堡附近登陆，当地测得974毫巴（百帕，28.8英寸汞柱）的最低气压。不到6小时后，飓风进入大西洋，并于10月29日清晨转变成温带气旋。